# Leochilus labiatus
Leochilus labiatus es una especie  de orquídeas epifitas. Esta orquídea está estrechamente emparentada con el género Oncidium al que pertenecía hasta que se separó en 1951. Se encuentra en las tierras bajas de toda la América tropical.  

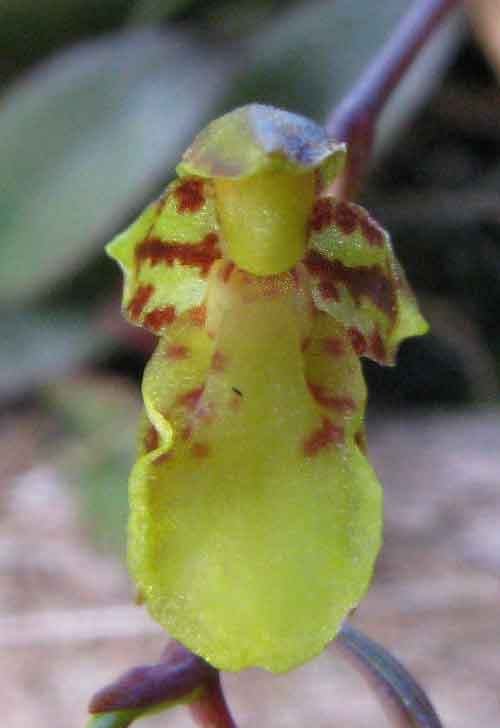
Detalle

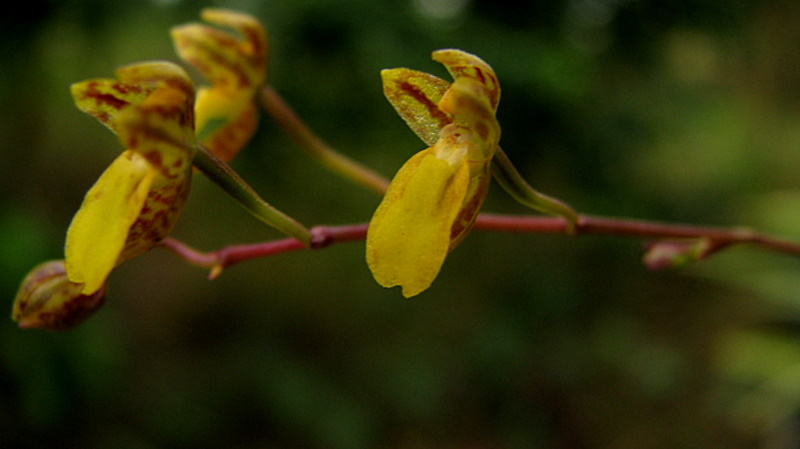
Flores

## Descripción
Es una orquídea de pequeño tamaño, con hábitos de epífita y con un pseudobulbo suborbicular, de color verde brillante envuelto basalmente por varias vainas conduplicadas con la parte de la hoja de soporte, llevando una sola hoja, apical, elíptico-lanceolada, teñida de color rojo púrpura, fuertemente carinada abajo. Florece en una inflorescencia basal, erguida a arqueada de 25 cm  de largo, racemosa o distal con pocas flores en la inflorescencia ramificada que ha sido generada en un pseudobulbo maduro que lleva unos cuantos laxas y fragante flores que se producen en el verano hasta el otoño.

## Distribución y hábitat
Se encuentra desde Florida, República Dominicana, Haití, Cuba, Jamaica, Trinidad y Tobago, México, Guatemala, Belice, El Salvador, Honduras, Nicaragua, Costa Rica, Panamá, Colombia, Ecuador, Perú, Venezuela y Brasil en los bosques tropicales húmedos y montanos a altitudes de 220 a 1300 metros.

## Taxonomía
Leochilus labiatus fue descrito por (Sw.) Kuntze y publicado en Revisio Generum Plantarum 2: 656. 1891. >
Etimología
Leochilus (abreviado Lchs.) nombre genérico que procede de las palabras griegas: leios = "suave" y  cheilos = "labio", haciendo referencia a la suavidad de la superficie del labelo.
labiatus: epíteto latíno que significa "labio, labelo"
Sinonimia
- Cyrtochilum depauperatum (F.Lehm. & Kraenzl.) Kraenzl.
- Epidendrum labiatum Sw.
- Leochilus cochlearis (Lindl.) Lindl.
- Leochilus depauperatus (F.Lehm. & Kraenzl.) Kraenzl.
- Leochilus gracilis Schltr.
- Liparis labiata (Sw.) Spreng.
- Oncidium depauperatum F.Lehm. & Kraenzl.
- Oncidium labiatum (Sw.) Rchb.f.
- Oncidium lansbergii Rchb.f.
- Rodriguezia cochlearis Lindl.[4][5]